# República da China nos Jogos Olímpicos de Verão de 1960

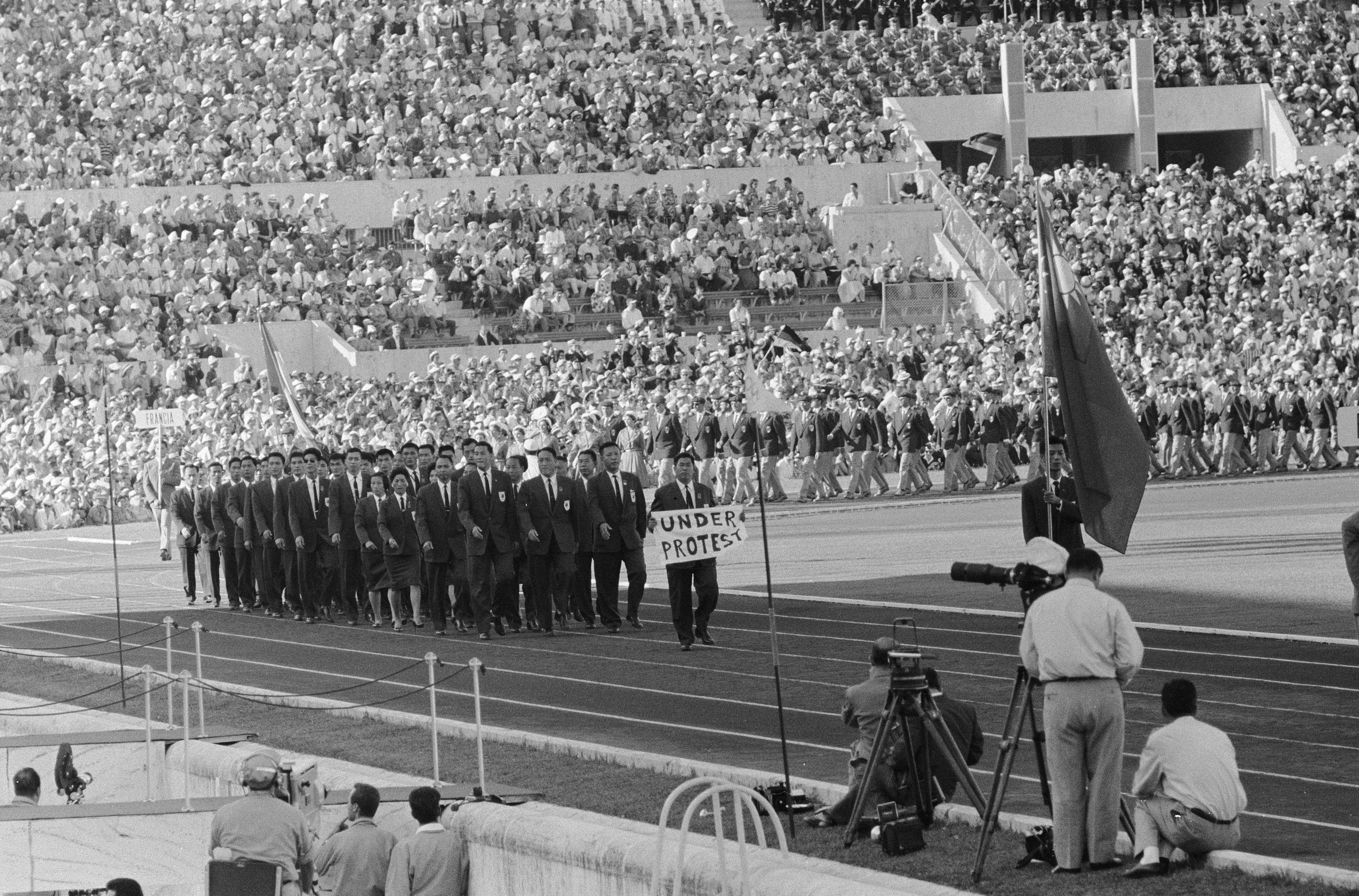
Delegação da República da China entrou sob protesto durante a cerimônia de abertura

República da China competiu como nos Jogos Olímpicos de Verão de 1960, realizados em Roma, na Itália.
Foi a segunda aparição do país nos Jogos Olímpicos representando Taiwan e a quinta de uma delegação chinesa, onde foi representado por 27 atletas, sendo 24 homens e três mulheres, que competiram em seis esportes. A República da China foi forçada a usar o nome "Formosa" (nome ocidental comum da ilha) devido ao status de Taiwan, o que fez sua delegação marchar atrás de uma faixa que dizia "SOB PROTESTO" (em inglês "UNDER PROTEST") durante a cerimônia de abertura.
Yang Chuan-kwang, no atletismo, conquistou a primeira medalha do país nos Jogos Olímpicos.

## Competidores
Esta foi a participação por modalidade nesta edição:
| Esporte        | Masculino | Feminino | Total |
| -------------- | --------- | -------- | ----- |
| Atletismo      | 3         | 3        | 6     |
| Boxe           | 3         | 0        | 3     |
| Futebol        | 12        | 0        | 12    |
| Halterofilismo | 2         | 0        | 2     |
| Natação        | 1         | 0        | 1     |
| Tiro           | 3         | 0        | 3     |
| Total          | 24        | 3        | 27    |

### 

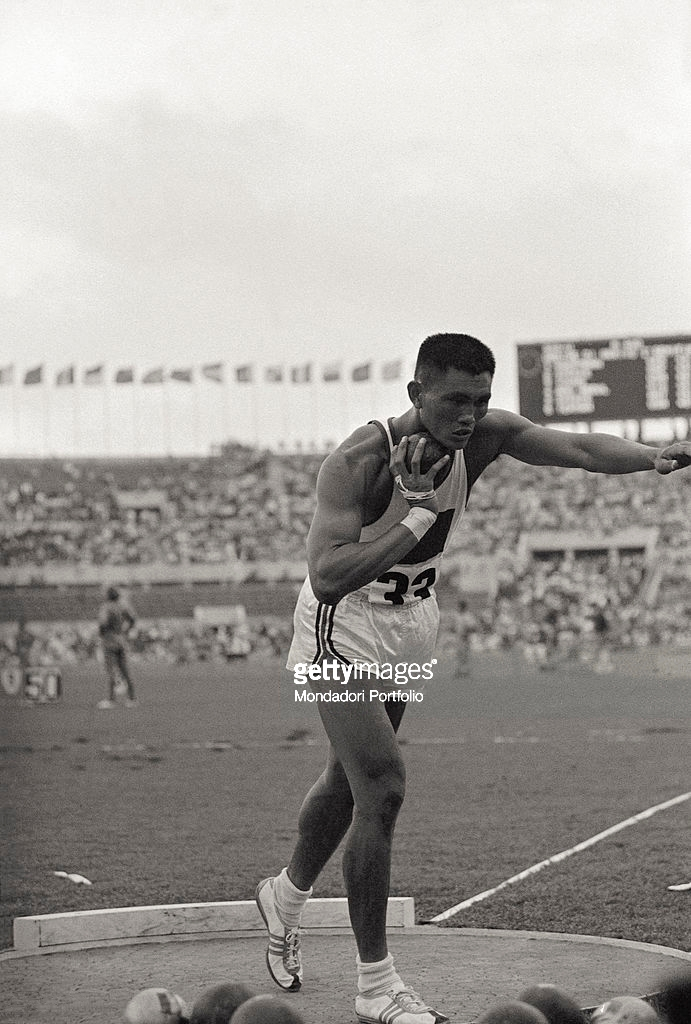
Yang Chuan-kwang conquistou a primeira medalha taiwanesa em Jogos Olímpicos

## Medalhas
| Atleta           | Esporte   | Evento            | Medalha |
| ---------------- | --------- | ----------------- | ------- |
| Yang Chuan-kwang | Atletismo | Decatlo masculino | Prata   |

## Desempenho

### Atletismo
Masculino
Eventos de pista
| Atleta           | Evento            | Eliminatórias | Eliminatórias | Quartas de final | Quartas de final | Semifinal   | Semifinal   | Final       | Final       | Ref.  |
| Atleta           | Evento            | Tempo         | Pos.          | Tempo            | Pos.             | Tempo       | Pos.        | Tempo       | Pos.        | Ref.  |
| ---------------- | ----------------- | ------------- | ------------- | ---------------- | ---------------- | ----------- | ----------- | ----------- | ----------- | ----- |
| Huang Suh-chuang | 100 m             | 11.37         | 5º/bat. 7     | Não avançou      | Não avançou      | Não avançou | Não avançou | Não avançou | Não avançou | [ 5 ] |
| Huang Suh-chuang | 200 m             | 23.08         | 5º/bat. 4     | Não avançou      | Não avançou      | Não avançou | Não avançou | Não avançou | Não avançou | [ 6 ] |
| Li Po-ting       | 400 m             | 49.69         | 4º/bat. 5     | Não avançou      | Não avançou      | Não avançou | Não avançou | Não avançou | Não avançou | [ 7 ] |
| Li Po-ting       | 400 m c/barreiras | 54.23         | 6º/bat. 6     | —                | —                | Não avançou | Não avançou | Não avançou | Não avançou | [ 8 ] |

Evento combinado – Decatlo
| Atleta           | Evento | 100 m     | SD   | AP    | SA   | 400 m | 110B  | LDi   | SV   | LDa   | 1500 m | Final | Pos.             | Ref.  |
| ---------------- | ------ | --------- | ---- | ----- | ---- | ----- | ----- | ----- | ---- | ----- | ------ | ----- | ---------------- | ----- |
| Yang Chuan-kwang | Result | 10.88 =OB | 7.46 | 13.33 | 1.90 | 48.1  | 14.80 | 39.83 | 4.30 | 68.22 | 4:48.5 | 7930  | Medalha de prata | [ 9 ] |
| Yang Chuan-kwang | Pontos | 1034      | 950  | 703   | 900  | 1005  | 923   | 622   | 915  | 937   | 345    | 7930  | Medalha de prata | [ 9 ] |

Feminino
Eventos de pista
| Atleta    | Evento           | Eliminatórias | Eliminatórias | Semifinal   | Semifinal   | Final       | Final       | Ref.   |
| Atleta    | Evento           | Tempo         | Pos.          | Tempo       | Pos.        | Tempo       | Pos.        | Ref.   |
| --------- | ---------------- | ------------- | ------------- | ----------- | ----------- | ----------- | ----------- | ------ |
| Chi Cheng | 80 m c/barreiras | 12.71         | 5º/bat. 6     | Não avançou | Não avançou | Não avançou | Não avançou | [ 10 ] |

Eventos de campo
| Atleta       | Evento              | Eliminatórias | Eliminatórias | Final       | Final       | Ref.   |
| Atleta       | Evento              | Marca         | Pos.          | Marca       | Pos.        | Ref.   |
| ------------ | ------------------- | ------------- | ------------- | ----------- | ----------- | ------ |
| Lin Chau-tai | Salto em distância  | 5.51          | 25º           | Não avançou | Não avançou | [ 11 ] |
| Wu Jin-yun   | Salto em altura     | DNS           | DNS           | Não avançou | Não avançou | [ 12 ] |
| Wu Jin-yun   | Arremesso de peso   | 11.76         | 18º           | Não avançou | Não avançou | [ 13 ] |
| Wu Jin-yun   | Lançamento de disco | NM            | NM            | Não avançou | Não avançou | [ 14 ] |

### Boxe
| Atleta       | Evento | Fase de 64           | Fase de 32           | Oitavas de final     | Quartas de final     | Semifinal            | Final       | Final       | Ref.   |
| Atleta       | Evento | Adversário Resultado | Adversário Resultado | Adversário Resultado | Adversário Resultado | Adversário Resultado | Pos.        |             | Ref.   |
| ------------ | ------ | -------------------- | -------------------- | -------------------- | -------------------- | -------------------- | ----------- | ----------- | ------ |
| Yuan Sze-ho  | Galo   | —                    | NED De Rooij D WO    | Não avançou          | Não avançou          | Não avançou          | Não avançou | Não avançou | [ 15 ] |
| Hsu Teng-yun | Pena   | —                    | —                    | RSA Meyers D RSC-3   | Não avançou          | Não avançou          | Não avançou | Não avançou | [ 16 ] |
| Chang Lo-pu  | Médio  | —                    | —                    | BEL Sarens V 4–1     | USA Crook D RSC-3    | Não avançou          | Não avançou | Não avançou | [ 17 ] |

### Futebol
| Fase preliminar      | Fase preliminar      | Fase preliminar        | Fase preliminar | Semifinal            | Final                | Final | Ref.   |
| Adversário Resultado | Adversário Resultado | Adversário Resultado   | Pos.            | Adversário Resultado | Adversário Resultado | Pos.  | Ref.   |
| -------------------- | -------------------- | ---------------------- | --------------- | -------------------- | -------------------- | ----- | ------ |
| ITA Itália D 1–4     | BRA Brasil D 0–5     | GBR Grã-Bretanha D 0–3 | 4º (Gr. B)      | Não avançou          | Não avançou          | =13º  | [ 18 ] |

Equipe
- Chan Fai-hung
- Chow Shiu-hung
- Kwok Kam-hung
- Kwok Yau
- Spencer Lam
- Lau Kin-chung
- Lau Tim
- Law Pak
- Lo Kwok-tai
- Mok Chun-wah
- Wong Chi-keung
- Wong Man-wai
- Yiu Cheuk-yin

### Halterofilismo
Masculino
| Atleta        | Evento | Desenvolvimento | Desenvolvimento | Arranco | Arranco | Arremesso | Arremesso | Total | Pos. | Ref.   |
| Atleta        | Evento | Result.         | Pos.            | Result. | Pos.    | Result.   | Pos.      | Total | Pos. | Ref.   |
| ------------- | ------ | --------------- | --------------- | ------- | ------- | --------- | --------- | ----- | ---- | ------ |
| Ko Bu-beng    | –75 kg | 110,0           | =15º            | 105,0   | 16º     | 150,0     | –         | DNF   | DNF  | [ 19 ] |
| Jue Chin-shen | –75 kg | 120,0           | –               | –       | –       | –         | –         | DNF   | DNF  | [ 19 ] |

### Natação
Masculino
| Atleta     | Evento      | Eliminatórias | Eliminatórias | Semifinal   | Semifinal   | Final       | Final       | Ref.   |
| Atleta     | Evento      | Tempo         | Pos.          | Tempo       | Pos.        | Tempo       | Pos.        | Ref.   |
| ---------- | ----------- | ------------- | ------------- | ----------- | ----------- | ----------- | ----------- | ------ |
| Laurel Lee | 200 m peito | 2:52.8        | 30º           | Não avançou | Não avançou | Não avançou | Não avançou | [ 20 ] |

### Tiro
| Atleta         | Evento                    | Qualificação | Qualificação | Final       | Final       | Ref.   |
| Atleta         | Evento                    | Pontos       | Pos.         | Pontos      | Pos.        | Ref.   |
| -------------- | ------------------------- | ------------ | ------------ | ----------- | ----------- | ------ |
| Chen An-hu     | Tiro rápido 25 m          | —            | —            | 546         | 47º         | [ 21 ] |
| Wu Tao-yan     | Carabina 3 posições 50 m  | —            | —            | 1104        | 36º         | [ 22 ] |
| Wu Tao-yan     | Carabina 3 posições 300 m | —            | —            | 1074        | 26º         | [ 23 ] |
| Wang Ching-rui | Fossa olímpica            | DNQ          | DNQ          | Não avançou | Não avançou | [ 24 ] |

Legenda
| Recorde mundial      | Recorde mundial (World record)               |                       | Recorde africano                      | Recorde africano (African) |                                           | Q | Classificado por posição (Qualified) |
| Recorde olímpico     | Recorde olímpico (Olympic record)            | Recorde da América    | Recorde da América (Americas)         | q                          | Classificado por melhor tempo (Qualified) |   |                                      |
| Melhor marca do ano  | Melhor marca do ano (World leading)          | Recorde asiático      | Recorde asiático (Asian)              | DNS                        | Não largou (Did not start)                |   |                                      |
| Recorde nacional     | Recorde nacional (National record)           | Recorde europeu       | Recorde europeu (European)            | DNF                        | Não terminou (Did not finish)             |   |                                      |
| Recorde pessoal      | Recorde pessoal do atleta (Personal best)    | Recorde da Oceania    | Recorde da Oceania (Oceania)          | DSQ / DQ                   | Desclassificado (Disqualified)            |   |                                      |
| Recorde da temporada | Recorde da temporada do atleta (Season best) | Recorde sul-americano | Recorde sul-americano (South America) | NM                         | Sem marca (No mark)                       |   |                                      |